# Karel Hala
Karel Hala (25. října 1903 Modrava – 20. října 1977 Praha) byl český tělovýchovný pedagog, autor, propagátor volejbalu a jiných sportovních odvětví.

## Životopis
Narodil se ve Weitfälleru (nyní součást šumavské Modravy) do rodiny nadlesního. Studoval na reálném gymnáziu v Berouně, po maturitě nastoupil ke studiu na Filozofickou fakultu Univerzity Karlovy. V roce 1925 absolvoval jako stipendista Ministerstva veřejného zdravotnictví a tělesné výchovy Cours superiéur d´education physique v Paříži, tělovýchovný kurs pro francouzské pedagogy tělesné výchovy. V roce 1927 získal na Filosofické fakultě Univerzity Karlovy učitelskou aprobaci pro obory tělesná výchova a francouzština.
Od roku 1927 působil jako vyučující tělesné výchovy a francouzštiny na několika středních školách, mj. v Mladé Boleslavi, Praze, Českém Brodě či podkarpatoruském Chustu. V roce 1936 byl povolán jako referent pro tělesnou výchovu na Ministerstvo školství a národní osvěty. Od roku 1939 působil jako zemský inspektor pro tělesnou výchovu při zemské školní radě v Praze. V roce 1944 byl totálně nasazen jako pomocný dělník do ČKD Praha Vysočany, po skončení války se vrátil do své funkce inspektora. V letech 1945–1947 vykonával funkci administrativního ředitele Ústavu pro vzdělávání profesorů tělesné výchovy při Univerzitě Karlově v Praze. Působil také jako fakultní učitel tělesné výchovy při Institutu tělesné výchovy. V roce 1950 odmítl vstoupit do Komunistické strany Československa a v důsledku toho byl proti své vůli přeřazen do středního školství, kde působil až do roku 1969, a to na La Guardiově reálném gymnáziu v Praze 7, dnešním Gymnáziu Nad Štolou, zaměřeném na sportovní talenty.
Kromě pedagogické činnosti vyučoval za první republiky od roku 1928 jako instruktor ve státních tělovýchovných kurzech pro učitele a cvičitele. Byl činný v Sokole, Československé amatérské atletické unii, Československém volejbalovém a basketbalovém svazu a Svazu lyžařů RČS. V letech 1936–1938 působil jako náčelník v Československém volejbalovém a basketbalovém svazu. Byl také členem řady odborných komisí, mimo jiné od roku 1934 členem mezinárodní Komise pro faustbal a vollejbal, jejímž pokračovatelem je současná Mezinárodní volejbalová federace (FIVB). Po roce 1945 působil i nadále v řadě tělovýchovných institucí, od roku 1954 mimo jiné jako předseda městského výboru dobrovolné tělesné výchovy na školách, později jako předseda TJ Stadion mládeže, kde působil i jako trenér dorostenců v košíkové. Podílel se i na zlepšování školních hřišť a tělocvičen. Na přelomu 50.–60. let se také účastnil přípravy projekce sportovní plochy olympijského stadionu na Maninách v rámci příprav kandidatury Prahy na uspořádání XXII. Letních olympijských her v roce 1980, ke kterému nakonec pod vlivem politických událostí nedošlo.
Podílel se i na vzniku několika teoretických publikací z oblasti tělesné výchovy a sportu, jako spoluautor a člen redakčního kolektivu zejména na dvojdílné Encyklopedii tělesné kultury z let 1963–1964.
Do důchodu odešel 1. srpna 1966, nicméně na Střední všeobecně vzdělávací škole v ulici Nad štolou v Praze 7 vyučoval na zkrácený úvazek až do 20. září 1968.
Za jeho činnost v oblasti sportu a tělovýchovy mu byla udělena i řada ocenění, mimo jiné i Veřejné uznání za zásluhy o československou tělesnou výchovu I. stupně od Československého svazu tělesné výchovy v roce 1959 a Čestný diplom za zásluhy o rozvoj olympijského sportu od Československého olympijského výboru v roce 1971.

### Osobní život
V roce 1943 se oženil s Blankou Tronnerovou (* 6. listopadu 1914 Lysá nad Labem), učitelkou tělesné výchovy, češtiny a němčiny, která od roku 1944 vyučovala postupně na několika základních školách v Praze. Syn Karel (* 28. července 1946) prakticky celý profesní život působil v zahraničním obchodu s výjimkou let 1990–92, kdy byl náměstkem ministra obchodu a cestovního ruchu.